# Malta op het Eurovisiesongfestival 2015
Malta nam deel aan het Eurovisiesongfestival 2015 in Wenen, Oostenrijk. Het was de 28ste deelname van het land op het Eurovisiesongfestival. PBS was verantwoordelijk voor de Maltese bijdrage voor de editie van 2015.

## Selectieprocedure
Op 13 augustus 2014 maakte de Maltese openbare omroep bekend te zullen deelnemen aan de volgende editie van het Eurovisiesongfestival. Er werd aangekondigd dat geïnteresseerden op 28 en 29 augustus hun deelname moesten bevestigen bij PBS. Er werden uiteindelijk 134 inzendingen ontvangen, 83 minder dan het jaar voordien. De nummers mochten geschreven zijn door buitenlanders, maar de artiesten moesten over de Maltese nationaliteit beschikken. De winnaar van de vorige editie, Firelight, werd reglementair uitgesloten van deelname. Van de 134 inzendingen werden er 48 geselecteerd voor een live-auditie.
Door de jury werden uiteindelijk 20 nummers geselecteerd voor de nationale preselectie. Zij moesten allen aantreden tijdens de halve finale op 21 november 2014. Veertien van hen gingen door naar de finale, die een dag later op het programma stond. De punten werden verdeeld door een vakjury en de televoters. De vakjury bestond uit vijf personen, die elk tussen de 1 en 12 punten mochten uitreiken. Deze vijf juryleden werden aangevuld met de televoters, die dezelfde punten mochten uitreiken en dus slechts instonden voor één zesde van het puntentotaal. Uiteindelijk kreeg Amber de meeste punten, en mocht ze aldus met het nummer Warrior Malta vertegenwoordigen op het Eurovisiesongfestival 2015.

## Malta Eurovision Song Contest2015

### Halve finale
21 november 2014
| Volgorde | Artiest          | Lied                  |
| -------- | ---------------- | --------------------- |
| 1        | Lyndsay Pace     | Home                  |
| 2        | Iona Dalli       | Could have been me    |
| 3        | Franklin         | Still here            |
| 4        | Christabelle     | Rush                  |
| 5        | Jessika Muscat   | Fandango              |
| 6        | Chris Grech      | Closed doors          |
| 7        | Karen DeBattista | 12, Baker Street      |
| 8        | Daniel Testa     | Something in the way  |
| 9        | Glen Vella       | Breakaway             |
| 10       | Raquel           | Stop haunting me      |
| 11       | Domenique        | Take me as I am       |
| 12       | Lawrence Gray    | The one that you love |
| 13       | Deborah C        | It's OK               |
| 14       | Danica Muscat    | Close your eyes       |
| 15       | Corazon          | Secretly              |
| 16       | L-Aħwa           | Beautiful to me       |
| 17       | Amber            | Warrior               |
| 18       | Trilogy          | Chasing a dream       |
| 19       | Dominic          | Once in a while       |
| 20       | Ekklesia Sisters | Love and let go       |

### Finale
22 november 2014
| Plaats | Artiest          | Lied                  | Jury | Publiek | Totaal |
| ------ | ---------------- | --------------------- | ---- | ------- | ------ |
| 1      | Amber            | Warrior               | 60   | 12      | 72     |
| 2      | Christabelle     | Rush                  | 40   | 7       | 47     |
| 3      | Glen Vella       | Breakaway             | 35   | 4       | 39     |
| 4      | Chris Grech      | Closed doors          | 33   | 2       | 35     |
| 5      | Franklin         | Still here            | 18   | 8       | 26     |
| 6      | Daniel Testa     | Something in the way  | 24   | 0       | 24     |
| 7      | Ekklesia Sisters | Love and let go       | 13   | 10      | 23     |
| 8      | Jessika Muscat   | Fandango              | 12   | 6       | 18     |
| 8      | Lawrence Gray    | The one that you love | 14   | 4       | 18     |
| 10     | Deborah C        | It's OK               | 12   | 0       | 12     |
| 10     | Trilogy          | Chasing a dream       | 9    | 3       | 12     |
| 12     | Dominic          | Once in a while       | 11   | 0       | 11     |
| 12     | L-Aħwa           | Beautiful to me       | 10   | 1       | 11     |
| 14     | Karen DeBattista | 12, Baker Street      | 0    | 0       | 0      |

## In Wenen
Malta trad in Wenen in de tweede halve finale op donderdag 21 mei aan. Amber trad als vijfde van de zeventien landen aan, na Knez uit Montenegro en voor Mørland & Debrah Scarlett uit Noorwegen. Malta eindigde als elfde met 43 punten, waarmee het uitgeschakeld werd.